# Elisabeths Gasthuis (Arnhem)
Het Elisabeth Gasthuis (ook: Sint Elisabeths Gasthuis) is een voormalig ziekenhuis in de Nederlandse stad Arnhem. Het ziekenhuis is in 1878 gesticht door de Arnhemse pastoor J.H. van Basten Batenburg als rooms-katholiek ziekenhuis. In 1893 maakte architect J.W. Boerbooms het ontwerp van het gebouw in neorenaissance stijl. Het ziekenhuis werd vernoemd naar de heilige Elisabeth van Thüringen, waarbij het medisch personeel langere tijd bestond uit Franciscaner nonnen uit Münster.
Tijdens de Slag om Arnhem stond het ziekenhuis midden in het strijdgebied, waardoor het een tijd in Britse handen was, maar daaropvolgend op 19 september 1944 weer werd heroverd door de Duitsers. Voor de ingang van het ziekenhuis hing de vlag van het Rode Kruis. In het ziekenhuis werd ten tijde van de slag doorgegaan met opereren van zowel Britse als Duitse troepen. Nadat de Duitsers het gasthuis definitief weer in handen hadden gekregen, werden de gewonde Britten krijgsgevangenen en later getransporteerd naar Apeldoorn. Evenwel werd op 24 september 1944 een twee uur durende wapenstilstand overeengekomen, waarbij gewonde Britse militairen naar het Elisabeths Gasthuis werden overgebracht. Zij werden eveneens krijgsgevangen gemaakt. Burgerpatiënten werden naar andere ziekenhuizen van Arnhem gebracht, waarbij zij eveneens de vlag van het Rode Kruis droegen. Na de Tweede Wereldoorlog is het een pelgrimsoord geworden voor veteranen, nabestaanden en andere belangstellenden aangaande de Slag om Arnhem.

## Fusies en herbestemming
In 1986 fuseerden het St. Elisabeths Gasthuis en het Gemeenteziekenhuis tot De Malberg en na de fusie met het Diaconessenhuis in 1988 ontstond hieruit Rijnstate. In 1995 werd de functie als ziekenhuis opgeheven, en werden na een renovatie appartementen in het gebouw gerealiseerd.